# Onosma paniculatum
Onosma paniculatum är en strävbladig växtart som beskrevs av Louis Édouard Bureau och Franchet. Onosma paniculatum ingår i släktet Onosma och familjen strävbladiga växter. Inga underarter finns listade i Catalogue of Life.